# Royal Herakles HC in het seizoen 2012/13
Dit artikel beschrijft hockeyploeg Royal Herakles HC in het seizoen 2012-2013 bij de heren.

## Heren[1]

### Selectie
| Nr.           | Naam                  | Nationaliteit | Wed. | Goals | Assist | Leeftijd | Vorige club                    |
| ------------- | --------------------- | ------------- | ---- | ----- | ------ | -------- | ------------------------------ |
| Trainer/Coach |                       |               |      |       |        |          |                                |
|               | Martijn Teunissen     | Nederland     |      |       |        | 31       | Den Bosch                      |
| Keepers       |                       |               |      |       |        |          |                                |
| 1             | Amaury Timmermans     | België        | 1    | 0     | 0      | 22       | Eigen jeugd                    |
| 17            | Filip Haenen          | België        | 21   | 0     | 0      | 25       | Eigen jeugd                    |
| 16            | Kevin Sanders         | België        | 0    | 0     | 0      | 26       | Eigen jeugd                    |
| Verdedigers   |                       |               |      |       |        |          |                                |
| 15            | David Hens            | België        | 22   | 0     | 1      | 24       | Eigen jeugd                    |
| 19            | Joel Mitton           | Australië     | 15   | 0     | 1      | 24       | Wesley South Perth Hockey      |
| 21            | Loïc Deffontaine      | België        | 3    | 0     | 0      | 25       | Eigen jeugd                    |
| 4             | Marco Donck           | België        | 20   | 0     | 0      | 17       | Eigen jeugd                    |
| 32            | Fabrice Van Bockrijck | België        | 3    | 0     | 0      | 16       | Eigen jeugd                    |
| 3             | Mathieu van Mulders   | België        | 17   | 0     | 0      | 27       | Eigen jeugd                    |
| 12            | Nicolas De Kerpel     | België        | 19   | 0     | 0      | 19       | Eigen jeugd                    |
| 8             | Thibault De Kerpel    | België        | 5    | 0     | 0      | 21       | Eigen jeugd                    |
| 13            | Thibaut Le Paige      | België        | 0    | 0     | 0      | 19       | Eigen jeugd                    |
| Middenvelders |                       |               |      |       |        |          |                                |
| 25            | Amaury Keusters       | België        | 21   | 4     | 6      | 22       | Eigen jeugd                    |
| 2             | Jason Niles           | Nieuw-Zeeland | 22   | 1     | 1      | 26       | Canterbury Cavaliers           |
| 10            | Jeremy Schuermans     | België        | 22   | 12    | 6      | 28       | Eigen jeugd                    |
| 7             | Maxime Claessens      | België        | 16   | 0     | 0      | 26       | Eigen jeugd                    |
| 18            | Nick Haig             | Nieuw-Zeeland | 22   | 2     | 2      | 25       | Canterbury Cavaliers           |
| 9             | Robin Huybrechs       | België        | 18   | 2     | 1      | 19       | Eigen jeugd                    |
| 24            | Victor Donck          | België        | 10   | 0     | 0      | 17       | Eigen jeugd                    |
| Aanvallers    |                       |               |      |       |        |          |                                |
| 11            | Agustin Nuñez         | Argentinië    | 22   | 12    | 0      | 26       | Royal Antwerp Hockey Club      |
| 6             | Anthony Keusters      | België        | 22   | 6     | 1      | 26       | Eigen jeugd                    |
| 23            | Cedric Struyf         | België        | 19   | 1     | 1      | 17       | Eigen jeugd                    |
| 14            | Jerome Legrand        | België        | 21   | 3     | 4      | 20       | Eigen jeugd                    |
| 43            | Anthony Van Stratum   | België        | 5    | 1     | 0      | 18       | Eigen jeugd                    |
| 5             | Darran Bisley         | Australië     | 7    | 0     | 0      | 32       | Brisbane                       |
| 22            | Sebastien Commeyne    | België        | 0    | 0     | 0      | 23       | Koninklijke Hockey Club Leuven |

### Wedstrijden
| Wedstrijddetails                      | Thuisploeg                                                                         | Uitslag                             | Uitploeg                                                                     | Selectie | Kaarten                                                                                          |
| ------------------------------------- | ---------------------------------------------------------------------------------- | ----------------------------------- | ---------------------------------------------------------------------------- | --- | ------------------------------------------------------------------------------------------------ |
| 13 september 2012 20:30 Herakles      | Herakles                                                                           | 3-2                                 | Antwerp                                                                      | Filip Haenen, Marco Donck, Mathieu Van Mulders, Nick Haig, David Hens, Loïc Deffontaine, Amaury Keusters, Jason Niles, Jeremy Schuermans, Victor Donck, Agustin Nuñez, Anthony Keusters, Cedric Struyf, Jerome Legrand, Joel Mitton | 47' Van Wanrooij (Antwerp)                                                                       |
| 13 september 2012 20:30 Herakles      | 16' Agustin Nuñez 51' Antho Keusters 62' Amo Keusters (pc)                         | 0-1 1-1 1-2 2-2 3-2                 | 2' Briels 22' Dabanch (pc)                                                   | Filip Haenen, Marco Donck, Mathieu Van Mulders, Nick Haig, David Hens, Loïc Deffontaine, Amaury Keusters, Jason Niles, Jeremy Schuermans, Victor Donck, Agustin Nuñez, Anthony Keusters, Cedric Struyf, Jerome Legrand, Joel Mitton | 47' Van Wanrooij (Antwerp)                                                                       |
| 16 september 2012 15:00 Orée          | Orée                                                                               | 2-2                                 | Herakles                                                                     | Filip Haenen, Marco Donck, Mathieu Van Mulders, Nick Haig, David Hens, Joel Mitton, Loïc Deffontaine, Amaury Keusters, Jason Niles, Jeremy Schuermans, Victor Donck, Agustin Nuñez, Anthony Keusters, Cedric Struyf, Jerome Legrand, Robin Huybrechs | 27' David Hens (Herakles) 69' De Waegeneer (Orée)                                                |
| 16 september 2012 15:00 Orée          | 5' Lopez 43' Demaret                                                               | 1-0 1-1 2-1 2-2                     | 16' Agustin Nuñez 48' Cedric Struyf                                          | Filip Haenen, Marco Donck, Mathieu Van Mulders, Nick Haig, David Hens, Joel Mitton, Loïc Deffontaine, Amaury Keusters, Jason Niles, Jeremy Schuermans, Victor Donck, Agustin Nuñez, Anthony Keusters, Cedric Struyf, Jerome Legrand, Robin Huybrechs | 27' David Hens (Herakles) 69' De Waegeneer (Orée)                                                |
| 22 september 2012 14:00 Braxgata      | Braxgata                                                                           | 5-4                                 | Herakles                                                                     | Filip Haenen, Marco Donck, Mathieu Van Mulders, Nick Haig, David Hens, Joel Mitton, Nicolas De Kerpel, Amaury Keusters, Jason Niles, Jeremy Schuermans, Darran Bisley, Agustin Nuñez, Anthony Keusters, Cedric Struyf, Jerome Legrand, Robin Huybrechs | 44' David Hens (Herakles) 44' Declercq (Braxgata)                                                |
| 22 september 2012 14:00 Braxgata      | 8' Adriaensen 15' Dekeyser 35'Dekeyser 69' Van Mulders (OG) 70' Dekeyser           | 0-1 1-1 2-1 2-2 2-3 3-3 3-4 4-4 5-4 | 7' Agustin Nuñez 18' Agus Nuñez (pc) 31' Schuermans (ps) 56' Schuermans (pc) | Filip Haenen, Marco Donck, Mathieu Van Mulders, Nick Haig, David Hens, Joel Mitton, Nicolas De Kerpel, Amaury Keusters, Jason Niles, Jeremy Schuermans, Darran Bisley, Agustin Nuñez, Anthony Keusters, Cedric Struyf, Jerome Legrand, Robin Huybrechs | 44' David Hens (Herakles) 44' Declercq (Braxgata)                                                |
| 23 september 2012 15:00 Herakles      | Herakles                                                                           | 2-1                                 | Leuven                                                                       | Filip Haenen, Marco Donck, Mathieu Van Mulders, Nick Haig, David Hens, Joel Mitton, Victor Donck, Amaury Keusters, Jason Niles, Jeremy Schuermans, Darran Bisley, Agustin Nuñez, Anthony Keusters, Cedric Struyf, Jerome Legrand, Robin Huybrechs | 70' Amaury Keusters (Herakles)                                                                   |
| 23 september 2012 15:00 Herakles      | 23' Jason Niles (pc) 47' Robin Huybrechs                                           | 1-0 2-0 2-1                         | 52' Pau Quemada (pc)                                                         | Filip Haenen, Marco Donck, Mathieu Van Mulders, Nick Haig, David Hens, Joel Mitton, Victor Donck, Amaury Keusters, Jason Niles, Jeremy Schuermans, Darran Bisley, Agustin Nuñez, Anthony Keusters, Cedric Struyf, Jerome Legrand, Robin Huybrechs | 70' Amaury Keusters (Herakles)                                                                   |
| 30 september 2012 15:00 Pingouin      | Pingouin                                                                           | 1-2                                 | Herakles                                                                     | Filip Haenen, Loïc Deffontaine, Mathieu Van Mulders, Nick Haig, David Hens, Joel Mitton, Nicolas De Kerpel, Victor Donck, Amaury Keusters, Jason Niles, Jeremy Schuermans, Agustin Nuñez, Anthony Keusters, Cedric Struyf, Jerome Legrand, Robin Huybrechs |                                                                                                  |
| 30 september 2012 15:00 Pingouin      | 27' Beirnaert                                                                      | 0-1 1-1 1-2                         | 22' Anthony Keusters 68' Agustin Nuñez                                       | Filip Haenen, Loïc Deffontaine, Mathieu Van Mulders, Nick Haig, David Hens, Joel Mitton, Nicolas De Kerpel, Victor Donck, Amaury Keusters, Jason Niles, Jeremy Schuermans, Agustin Nuñez, Anthony Keusters, Cedric Struyf, Jerome Legrand, Robin Huybrechs |                                                                                                  |
| 7 Oktober 2012 15:00 Herakles         | Herakles                                                                           | 2-1                                 | Dragons                                                                      | Filip Haenen, Marco Donck, Mathieu Van Mulders, Nick Haig, David Hens, Nicolas De Kerpel, Victor Donck, Amaury Keusters, Jason Niles, Jeremy Schuermans, Maxime Claessens, Agustin Nuñez, Anthony Keusters, Cedric Struyf, Jerome Legrand, Robin Huybrechs | 70' Petre (Dragons)                                                                              |
| 7 Oktober 2012 15:00 Herakles         | 10' Petre (OG) 45' Schuermans (pc)                                                 | 1-0 1-1 2-1                         | 15' Thys                                                                     | Filip Haenen, Marco Donck, Mathieu Van Mulders, Nick Haig, David Hens, Nicolas De Kerpel, Victor Donck, Amaury Keusters, Jason Niles, Jeremy Schuermans, Maxime Claessens, Agustin Nuñez, Anthony Keusters, Cedric Struyf, Jerome Legrand, Robin Huybrechs | 70' Petre (Dragons)                                                                              |
| 14 Oktober 2012 15:00 Daring          | Daring                                                                             | 4-3                                 | Herakles                                                                     | Filip Haenen, Marco Donck, Mathieu Van Mulders, Nick Haig, David Hens, Nicolas De Kerpel, Joël Mitton, Amaury Keusters, Jason Niles, Jeremy Schuermans, Maxime Claessens, Agustin Nuñez, Anthony Keusters, Darran Bisley, Jerome Legrand, Robin Huybrechs | ?' Jeremy Schuermans (Herakles) ?' Nick Haig (Herakles) ?' Agustin Nuñez (Herakles)              |
| 14 Oktober 2012 15:00 Daring          | 2' Sahuquillo 22' Garreta (pc) ?' Cosyns ?' Sahuquillo (pc)                        | 1-0 2-0 2-1 2-2 3-2 4-2 4-3         | 30' Brunet (OG) 33' Agustin Nuñez 58' Agustin Nuñez                          | Filip Haenen, Marco Donck, Mathieu Van Mulders, Nick Haig, David Hens, Nicolas De Kerpel, Joël Mitton, Amaury Keusters, Jason Niles, Jeremy Schuermans, Maxime Claessens, Agustin Nuñez, Anthony Keusters, Darran Bisley, Jerome Legrand, Robin Huybrechs | ?' Jeremy Schuermans (Herakles) ?' Nick Haig (Herakles) ?' Agustin Nuñez (Herakles)              |
| 21 Oktober 2012 15:00 Herakles        | Herakles                                                                           | 4-3                                 | Léopold                                                                      | Filip Haenen, Marco Donck, Mathieu Van Mulders, Nick Haig, David Hens, Nicolas De Kerpel, Joël Mitton, Amaury Keusters, Jason Niles, Jeremy Schuermans, Maxime Claessens, Agustin Nuñez, Anthony Keusters, Anthony Van Stratum, Jerome Legrand, Robin Huybrechs | 53' John Verdussen (Léopold) 67' John Verdussen (Léopold) 67' John Verdussen (2e geel) (Léopold) |
| 21 Oktober 2012 15:00 Herakles        | 7' Amaury Keusters 20' Van Stratum 25' Schuermans (ps) 66' Jerome Legrand          | 0-1 1-1 1-2 2-2 3-2 3-3 4-3         | 4' Beckers 10' Tys 61' Rossi                                                 | Filip Haenen, Marco Donck, Mathieu Van Mulders, Nick Haig, David Hens, Nicolas De Kerpel, Joël Mitton, Amaury Keusters, Jason Niles, Jeremy Schuermans, Maxime Claessens, Agustin Nuñez, Anthony Keusters, Anthony Van Stratum, Jerome Legrand, Robin Huybrechs | 53' John Verdussen (Léopold) 67' John Verdussen (Léopold) 67' John Verdussen (2e geel) (Léopold) |
| 28 Oktober 2012 15:00 Racing          | Racing                                                                             | 4-3                                 | Herakles                                                                     | Filip Haenen, Marco Donck, Nick Haig, David Hens, Nicolas De Kerpel, Amaury Keusters, Jason Niles, Jeremy Schuermans, Maxime Claessens, Agustin Nuñez, Anthony Keusters, Anthony Van Stratum, Jerome Legrand, Robin Huybrechs, Darran Bisley, Cedric Struyf |                                                                                                  |
| 28 Oktober 2012 15:00 Racing          | 9' Boon(pc) 12' Cornillie 27' Versluys 46' Smith(pc)                               | 1-0 2-0 3-0 3-1 4-1 4-2 4-3         | 34' Schuermans (pc) 52' Schuermans (pc) 56' Schuermans (pc)                  | Filip Haenen, Marco Donck, Nick Haig, David Hens, Nicolas De Kerpel, Amaury Keusters, Jason Niles, Jeremy Schuermans, Maxime Claessens, Agustin Nuñez, Anthony Keusters, Anthony Van Stratum, Jerome Legrand, Robin Huybrechs, Darran Bisley, Cedric Struyf |                                                                                                  |
| 1 November 2012 16:30 Antwerp         | Antwerp                                                                            | 3-3                                 | Herakles                                                                     | Filip Haenen, Marco Donck, Nick Haig, David Hens, Nicolas De Kerpel, Joel Mitton, Amaury Keusters, Jason Niles, Jeremy Schuermans, Maxime Claessens, Agustin Nuñez, Anthony Keusters, Jerome Legrand, Robin Huybrechs, Darran Bisley, Cedric Struyf | 68' Jeremy Schuermans (Herakles)                                                                 |
| 1 November 2012 16:30 Antwerp         | 24' Callioni 30' Hendrickx (pc) 38' Hendrickx (pc)                                 | 0-1 1-1 2-1 3-1 3-2 3-3             | 5' Amaury Keusters 39' Agustin Nuñez 56' Jerome Legrand                      | Filip Haenen, Marco Donck, Nick Haig, David Hens, Nicolas De Kerpel, Joel Mitton, Amaury Keusters, Jason Niles, Jeremy Schuermans, Maxime Claessens, Agustin Nuñez, Anthony Keusters, Jerome Legrand, Robin Huybrechs, Darran Bisley, Cedric Struyf | 68' Jeremy Schuermans (Herakles)                                                                 |
| 4 November 2012 15:00 Herakles        | Herakles                                                                           | 3-1                                 | Beerschot                                                                    | Filip Haenen, Marco Donck, Nick Haig, David Hens, Nicolas De Kerpel, Joel Mitton, Amaury Keusters, Jason Niles, Jeremy Schuermans, Victor Donck, Agustin Nuñez, Anthony Keusters, Jerome Legrand, Robin Huybrechs, Darran Bisley, Cedric Struyf | 54' Joel Mitton (Herakles)                                                                       |
| 4 November 2012 15:00 Herakles        | 27' Anthony Keusters 49' Schuermans 69' Agustin Nuñez                              | 0-1 1-1 2-1 3-1                     | 3' Van Hoof (pc)                                                             | Filip Haenen, Marco Donck, Nick Haig, David Hens, Nicolas De Kerpel, Joel Mitton, Amaury Keusters, Jason Niles, Jeremy Schuermans, Victor Donck, Agustin Nuñez, Anthony Keusters, Jerome Legrand, Robin Huybrechs, Darran Bisley, Cedric Struyf | 54' Joel Mitton (Herakles)                                                                       |
| 11 November 2012 19:00 Herakles       | Herakles                                                                           | 0-3                                 | Braxgata                                                                     | Filip Haenen, Marco Donck, Nick Haig, David Hens, Nicolas De Kerpel, Joel Mitton, Amaury Keusters, Jason Niles, Jeremy Schuermans, Maxime Claessens, Agustin Nuñez, Anthony Keusters, Jerome Legrand, Robin Huybrechs, Darran Bisley, Cedric Struyf Le Brax renoue avec la victoire                                                                                                 |                                                                                                  |
| 11 November 2012 19:00 Herakles       |                                                                                    | 0-1 0-2 0-3                         | 26' Van Dam (pc) 40' Adriaensen 59' Declerc                                  | Filip Haenen, Marco Donck, Nick Haig, David Hens, Nicolas De Kerpel, Joel Mitton, Amaury Keusters, Jason Niles, Jeremy Schuermans, Maxime Claessens, Agustin Nuñez, Anthony Keusters, Jerome Legrand, Robin Huybrechs, Darran Bisley, Cedric Struyf Le Brax renoue avec la victoire                                                                                                 |                                                                                                  |
| 17 November 2012 15:00 Waterloo Ducks | Waterloo Ducks                                                                     | 1-0                                 | Herakles                                                                     | Filip Haenen, Marco Donck, Nick Haig, Mathieu Van Mulders, David Hens, Nicolas De Kerpel, Joel Mitton, Jason Niles, Jeremy Schuermans, Maxime Claessens, Agustin Nuñez, Anthony Keusters, Jerome Legrand, Robin Huybrechs, Anthony Van Stratum, Cedric Struyf John-John Dohmen dans le rôle de l’ouvre-boîtes                                                                       |                                                                                                  |
| 17 November 2012 15:00 Waterloo Ducks | 42' Dohmen                                                                         | 1-0                                 |                                                                              | Filip Haenen, Marco Donck, Nick Haig, Mathieu Van Mulders, David Hens, Nicolas De Kerpel, Joel Mitton, Jason Niles, Jeremy Schuermans, Maxime Claessens, Agustin Nuñez, Anthony Keusters, Jerome Legrand, Robin Huybrechs, Anthony Van Stratum, Cedric Struyf John-John Dohmen dans le rôle de l’ouvre-boîtes                                                                       |                                                                                                  |
| 17 Februari 2013 15:00 Herakles       | Herakles                                                                           | 4-1                                 | Orée                                                                         | Filip Haenen, Thibault De Kerpel, Nick Haig, Mathieu Van Mulders, David Hens, Nicolas De Kerpel, Joel Mitton, Jason Niles, Amaury Keusters, Jeremy Schuermans, Maxime Claessens, Agustin Nuñez, Anthony Keusters, Jerome Legrand, Robin Huybrechs, Cedric Struyf http://www.lalibre.be/sports/divers/article/797746/l-herakles-a-envie-de-play-off.html                             |                                                                                                  |
| 17 Februari 2013 15:00 Herakles       | 14' Balon-Perin (OG) 40' Schuermans (ps) 51' Agustin Nuñez 61' Antho Keusters (pc) | 1-0 1-1 2-1 3-1 4-1                 | 20' Villa (ps)                                                               | Filip Haenen, Thibault De Kerpel, Nick Haig, Mathieu Van Mulders, David Hens, Nicolas De Kerpel, Joel Mitton, Jason Niles, Amaury Keusters, Jeremy Schuermans, Maxime Claessens, Agustin Nuñez, Anthony Keusters, Jerome Legrand, Robin Huybrechs, Cedric Struyf http://www.lalibre.be/sports/divers/article/797746/l-herakles-a-envie-de-play-off.html                             |                                                                                                  |
| 24 Februari 2013 15:00 Leuven         | Leuven                                                                             | 1-0                                 | Herakles                                                                     | Filip Haenen, Thibault De Kerpel, Nick Haig, Marco Donck, David Hens, Nicolas De Kerpel, Victor Donck, Jason Niles, Amaury Keusters, Jeremy Schuermans, Maxime Claessens, Agustin Nuñez, Anthony Keusters, Jerome Legrand, Robin Huybrechs, Cedric Struyf http://www.lalibre.be/sports/divers/article/800878/resultats-hockey.html                                                  | 68' Pangrazio (Leuven)                                                                           |
| 24 Februari 2013 15:00 Leuven         | 58' Quemada (pc)                                                                   | 1-0                                 |                                                                              | Filip Haenen, Thibault De Kerpel, Nick Haig, Marco Donck, David Hens, Nicolas De Kerpel, Victor Donck, Jason Niles, Amaury Keusters, Jeremy Schuermans, Maxime Claessens, Agustin Nuñez, Anthony Keusters, Jerome Legrand, Robin Huybrechs, Cedric Struyf http://www.lalibre.be/sports/divers/article/800878/resultats-hockey.html                                                  | 68' Pangrazio (Leuven)                                                                           |
| 3 Maart 2013 15:00 Herakles           | Herakles                                                                           | 3-4                                 | Pingouin                                                                     | Filip Haenen, Thibault De Kerpel, Nick Haig, Marco Donck, David Hens, Nicolas De Kerpel, Victor Donck, Jason Niles, Amaury Keusters, Jeremy Schuermans, Maxime Claessens, Agustin Nuñez, Anthony Keusters, Jerome Legrand, Anthony Van Stratum, Cedric Struyf http://www.lalibre.be/sports/divers/article/800751/une-victoire-en-quatre-minutes.html                                | 59' Agustin Nuñez (Herakles) 63' Jerome Legrand (Herakles)                                       |
| 3 Maart 2013 15:00 Herakles           | 9' Legrand 33' Schuermans (pc) 35' Agustin Nuñez                                   | 1-0 1-1 2-1 3-1 3-2 3-3 3-4         | 28' Jermyn (pc) 66' Jermyn (pc) 68' Jermyn (pc) 70' S. Bertrand              | Filip Haenen, Thibault De Kerpel, Nick Haig, Marco Donck, David Hens, Nicolas De Kerpel, Victor Donck, Jason Niles, Amaury Keusters, Jeremy Schuermans, Maxime Claessens, Agustin Nuñez, Anthony Keusters, Jerome Legrand, Anthony Van Stratum, Cedric Struyf http://www.lalibre.be/sports/divers/article/800751/une-victoire-en-quatre-minutes.html                                | 59' Agustin Nuñez (Herakles) 63' Jerome Legrand (Herakles)                                       |
| 9 Maart 2013 18:00 Herakles           | Herakles                                                                           | 3-4                                 | Waterloo Ducks                                                               | Filip Haenen, Thibault De Kerpel, Nick Haig, Mathieu Van Mulders, Marco Donck, David Hens, Nicolas De Kerpel, Victor Donck, Jason Niles, Amaury Keusters, Jeremy Schuermans, Maxime Claessens, Agustin Nuñez, Anthony Keusters, Jerome Legrand, Cedric Struyf http://www.lalibre.be/sports/divers/article/802455/les-comptes-rendus-techniques-des-matches-de-hockey-de-samedi.html |                                                                                                  |
| 9 Maart 2013 18:00 Herakles           | 51' Schuermans (pc) 59' Haig 65' Amaury Keusters                                   | 0-1 0-2 0-3 1-3 1-4 2-4 3-4         | 8' Brogdon 17' De Paeuw (pc) 43' De Saedeleer (pc) 58' Boccard               | Filip Haenen, Thibault De Kerpel, Nick Haig, Mathieu Van Mulders, Marco Donck, David Hens, Nicolas De Kerpel, Victor Donck, Jason Niles, Amaury Keusters, Jeremy Schuermans, Maxime Claessens, Agustin Nuñez, Anthony Keusters, Jerome Legrand, Cedric Struyf http://www.lalibre.be/sports/divers/article/802455/les-comptes-rendus-techniques-des-matches-de-hockey-de-samedi.html |                                                                                                  |
| 10 Maart 2013 15:00 Dragons           | Dragons                                                                            | 2-0                                 | Herakles                                                                     | Filip Haenen, Thibault De Kerpel, Nick Haig, Mathieu Van Mulders, Marco Donck, David Hens, Nicolas De Kerpel, Victor Donck, Jason Niles, Amaury Keusters, Jeremy Schuermans, Maxime Claessens, Agustin Nuñez, Anthony Keusters, Jerome Legrand, Cedric Struyf http://www.lalibre.be/sports/divers/article/802422/le-dragons-prend-une-option-sur-le-play-off.html                   |                                                                                                  |
| 10 Maart 2013 15:00 Dragons           | 11' Louis Rombouts 69' Jeffrey Thys                                                | 1-0 2-0                             |                                                                              | Filip Haenen, Thibault De Kerpel, Nick Haig, Mathieu Van Mulders, Marco Donck, David Hens, Nicolas De Kerpel, Victor Donck, Jason Niles, Amaury Keusters, Jeremy Schuermans, Maxime Claessens, Agustin Nuñez, Anthony Keusters, Jerome Legrand, Cedric Struyf http://www.lalibre.be/sports/divers/article/802422/le-dragons-prend-une-option-sur-le-play-off.html                   |                                                                                                  |
| 17 Maart 2013 16:30 Herakles          | Herakles                                                                           | 1-4                                 | Daring                                                                       | Filip Haenen, Nick Haig, Mathieu Van Mulders, Marco Donck, David Hens, Nicolas De Kerpel, Robin Huybrechs, Joel Mitton, Jason Niles, Amaury Keusters, Jeremy Schuermans, Maxime Claessens, Agustin Nuñez, Anthony Keusters, Jerome Legrand, Cedric Struyf http://www.lalibre.be/sports/divers/article/803848/le-daring-y-croit-toujours-l-herakles-se-degonfle.html                 |                                                                                                  |
| 17 Maart 2013 16:30 Herakles          | 59' Schuermans (pc)                                                                | 0-1 0-2 1-2 1-3 1-4                 | 45' Garreta 55' Vander schelde (pc) 65' Sahuquillo (pc) 68' Cosyns           | Filip Haenen, Nick Haig, Mathieu Van Mulders, Marco Donck, David Hens, Nicolas De Kerpel, Robin Huybrechs, Joel Mitton, Jason Niles, Amaury Keusters, Jeremy Schuermans, Maxime Claessens, Agustin Nuñez, Anthony Keusters, Jerome Legrand, Cedric Struyf http://www.lalibre.be/sports/divers/article/803848/le-daring-y-croit-toujours-l-herakles-se-degonfle.html                 |                                                                                                  |
| 24 Maart 2013 15:00 Léopold           | Léopold                                                                            | 1-2                                 | Herakles                                                                     | Amaury Timmermans, Nick Haig, Mathieu Van Mulders, Marco Donck, David Hens, Nicolas De Kerpel, Fabrice Van Bockrijck Robin Huybrechs, Joel Mitton, Jason Niles, Amaury Keusters, Jeremy Schuermans, Maxime Claessens, Agustin Nuñez, Anthony Keusters, Cedric Struyf http://www.lalibre.be/sports/divers/article/808826/fiches-techniques-des-quatre-autres-matches.html            | 69' Tanguy Zimmer(Leopold)                                                                       |
| 24 Maart 2013 15:00 Léopold           | 19' Plennevaux                                                                     | 1-0 1-1 1-2                         | 30' Agustin Nuñez 65' Nick Haig (pc)                                         | Amaury Timmermans, Nick Haig, Mathieu Van Mulders, Marco Donck, David Hens, Nicolas De Kerpel, Fabrice Van Bockrijck Robin Huybrechs, Joel Mitton, Jason Niles, Amaury Keusters, Jeremy Schuermans, Maxime Claessens, Agustin Nuñez, Anthony Keusters, Cedric Struyf http://www.lalibre.be/sports/divers/article/808826/fiches-techniques-des-quatre-autres-matches.html            | 69' Tanguy Zimmer(Leopold)                                                                       |
| 7 April 2012 12:00 Herakles           | Herakles                                                                           | 1-1                                 | Racing                                                                       | Filip Haenen, Nick Haig, Mathieu Van Mulders, Marco Donck, David Hens, Nicolas De Kerpel, Fabrice Van Bockrijck, Robin Huybrechs, Joel Mitton, Jason Niles, Amaury Keusters, Jeremy Schuermans, Maxime Claessens, Agustin Nuñez, Anthony Keusters, Jerome Legrand http://www.lalibre.be/sports/divers/article/808149/un-match-nulqui-n-arrange-personne.html                        |                                                                                                  |
| 7 April 2012 12:00 Herakles           | 51' Antho Keusters (pc)                                                            | 0-1 1-1                             | 33' Smith (pc)                                                               | Filip Haenen, Nick Haig, Mathieu Van Mulders, Marco Donck, David Hens, Nicolas De Kerpel, Fabrice Van Bockrijck, Robin Huybrechs, Joel Mitton, Jason Niles, Amaury Keusters, Jeremy Schuermans, Maxime Claessens, Agustin Nuñez, Anthony Keusters, Jerome Legrand http://www.lalibre.be/sports/divers/article/808149/un-match-nulqui-n-arrange-personne.html                        |                                                                                                  |
| 14 April 2012 12:00 Beerschot         | Beerschot                                                                          | 4-1                                 | Herakles                                                                     | Filip Haenen, Nick Haig, Mathieu Van Mulders, Marco Donck, David Hens, Nicolas De Kerpel, Fabrice Van Bockrijck, Robin Huybrechs, Jason Niles, Amaury Keusters, Jeremy Schuermans, Maxime Claessens, Agustin Nuñez, Anthony Keusters, Cedric Struyf, Jerome Legrand http://www.lalibre.be/sports/divers/article/807891/le-beerschot-ne-lache-rien.html                              |                                                                                                  |
| 14 April 2012 12:00 Beerschot         | 28' Dockier 31' Pliester 34' Paton 54' Dohorty (pc)                                | 0-1 1-1 2-1 3-1 4-1                 | 2' Robin Huybrechs                                                           | Filip Haenen, Nick Haig, Mathieu Van Mulders, Marco Donck, David Hens, Nicolas De Kerpel, Fabrice Van Bockrijck, Robin Huybrechs, Jason Niles, Amaury Keusters, Jeremy Schuermans, Maxime Claessens, Agustin Nuñez, Anthony Keusters, Cedric Struyf, Jerome Legrand http://www.lalibre.be/sports/divers/article/807891/le-beerschot-ne-lache-rien.html                              |                                                                                                  |